# Florida breaks
Florida breaks, también conocido como Florida breakbeat, es un género de música breakbeat que, como su propio nombre indica, es popular en el área del estado de Florida, Estados Unidos, si bien se reconoce como un sonido único en todo el mundo. Florida breaks se hizo popular en la cultura de club del sureste de Estados Unidos entre mediados y finales de los años 1990. Su sonido en la época era descrito como "funky" y solía utilizar samples reconocibles de pop de los años 1980, funk y hip hop. Su sonido actual tiene mucho en común con el nu skool breaks aunque también ha recibido influencia de otros estilos populares en su área geográfica como el freestyle, el electro y el Miami bass. Su mayor influencia se dio en las discotecas de Tampa

## Artistas de Florida breaks
DJ Stylus & D-Xtreme están considerados como pioneros del estilo. Brad Smith y Sorrow Sky también eran DJs habituales del mismo en Tampa. La primera producción de Florida breaks se atribuye a DJ Icee, conocido ahora como DJ Icey. Sus numerosos sellos e innumerables referencias sirvieron para definir el sonido del Florida breaks y ponerlo en el mapa globalmente. Otras producciones posteriores de este estilo fueron llevadas a cabo por Brad Smith, Huda Hudia y Dave London. Otros artistas de este sonido son Friction & Spice, Funk Lab, Mike & Charlie, Tony Faline, DJ Volume, DJ OnDaMiKe, Baby Anne, Sharaz, Eric Berretta, Fixx, Infiniti, Malicious Mike, DJ X, DJ 43, Dave Berg o Jackal & Hyde.